# إيما فيرغسون
إيما فيرغسون (بالإنجليزية: Emma Ferguson)‏ هي ممثلة بريطانية، ولدت في 21 مايو 1975 في لندن في المملكة المتحدة.

## وصلات خارجية
- إيما فيرغسون على موقع IMDb (الإنجليزية)
- إيما فيرغسون على موقع قاعدة بيانات الفيلم (الإنجليزية)
- إيما فيرغسون على موقع كينوبويسك (الروسية)